# سيفالون
شركة سيفالون (بالألمانية: Cephalon, Inc.) كانت شركة صيدلانية أمريكية مقرها في فريزر، بنسيلفانيا، استحوذت عليها شركة تيفا في مايو 2011 بصفقة بلغت 6.8 مليار دولار أمريكي.

## المنتجات
تنتج شركة سيفالون أدوية مختلفة وغالبا ما تكون في مجال علاج السرطان أو الجهاز العصبي المركزي، ومن هذه المنتجات:
| الاسم التجاري | المكون الفعال         | الاستعمال                                        |
| ------------- | --------------------- | ------------------------------------------------ |
| Actiq         | سترات الفينتانيل      | ألم السرطان، ويستعمل عن طريق المص                |
| Amrix         | سيكلوبينزابرين        | مرخٍ عضلي                                         |
| Fentora       | فينتانيل              | ألم السرطان                                      |
| Gabitril      | تياجابين              | النوبات                                          |
| Nuvigil       | أرمودافينيل           | النوم القهري                                     |
| Provigil      | مودافينيل             | النوم القهري                                     |
| Treanda       | بنداموستين            | لمفوما لاهودجكينية وابيضاض الدم الليمفاوي المزمن |
| Trisenox      | أكسيد الزرنيخ الثلاثي | ابيضاض سلائف النقويات الحاد                      |